# Bou Merdes (délégation)
Bou Merdes est une délégation tunisienne dépendant du gouvernorat de Mahdia.
En 2014, elle compte 33 890 habitants dont 16 895 hommes et 16 995 femmes répartis dans 7 283 ménages et 8 280 logements.